# Oxalis phaeotricha
Oxalis phaeotricha är en harsyreväxtart. Oxalis phaeotricha ingår i släktet oxalisar, och familjen harsyreväxter.

## Underarter
Arten delas in i följande underarter:
- O. p. phaeotricha
- O. p. sonsonensis
- O. p. glandulosa